# Lake of the Woods (Kalifornia)
Lake of the Woods – jednostka osadnicza w Stanach Zjednoczonych, w stanie Kalifornia, w hrabstwie Kern.